# عاشقتم (ترانه)
«عاشقتم» تک‌آهنگی از هنرمند اهل ایالات متحده آمریکا مایلی سایرس از آلبوم بنگرز است.
این تک‌آهنگ در چارت‌های جزو ده ترانه اول قرار گرفت.